# Schaken in Suriname
Schaken wordt in Suriname minimaal sinds de 18e eeuw gespeeld. Na de Eerste Wereldoorlog kwam de sport op en in 1924 werd een eerste schaaktoernooi georganiseerd.
Surinaamse Schaakkampioenschappen worden sinds 1945 georganiseerd voor heren en sinds 1989 ook voor dames. In 1955 werd de Surinaamse Schaak Bond opgericht; deze bond is lid van het Surinaams Olympisch Comité en de Fédération Internationale des Échecs. In 2019 werd het Denksport Centrum in Paramaribo geopend.

## Geschiedenis
Schaken werd voor 1770 in Suriname geïntroduceerd, toen planters en administrateurs het spel in de stad begonnen te beoefenen. Bekende schakers aan het begin van de 20e eeuw waren de industrieel P.A. May en de onderwijzer Rhenardus. Zij droegen na de Eerste Wereldoorlog hun kennis over, onder meer aan Adriaan de Vries die meer dan tien jaar lang een belangrijke stempel op de Surinaamse schaaksport had. De Vries verzamelde jongeren om hem heen die hij vooruithielp in het schaken en richtte in 1924 de eerste schaakvereniging van Suriname op. Deze vereniging noemde hij eerst Schaakmat en de naam veranderde hij later naar Morphy, wat een vernoeming is naar de Amerikaanse schaker Paul Morphy. Hij organiseerde een schaaktoernooi dat van september 1924 tot februari 1925 duurde.

### Jaren 1930-'50: popularisering van de schaaksport
In 1937 werd een nieuwe poging ondernomen om het Surinaamse schaken nieuw leven in te blazen en werd de schaakvereniging Paramaribo opgericht. Lang hield deze vereniging het niet vol en een jaar later sluimerde het in, mede als gevolg van de Tweede Wereldoorlog.  De vereniging maakte in 1946 een doorstart en kreeg door de actieve organisatie de wind vol in de zeilen: de vereniging domineerde jarenlang het schaken in Suriname. Het kreeg in 1951 concurrentie van Caissa, een andere schaakvereniging die ontstaan was toen leden van de AMS en de Kweekschool besloten zich te organiseren in hun schaakstrijd tegen Paramaribo. In 1953 volgde Aljechin als derde vereniging en met een vrouwenafdeling. Deze vereniging was geen lang leven beschoren: het zakte een jaar later weer in.
Het aantal schaakverenigingen groeide, zo is in deze periode met name ook Paranam ontstaan. Op 19 september 1955 werd de Surinaamse Schaak Bond opgericht. Aan het eind van het jaar opende gouverneur Jan Klaasesz een landelijk schaaktoernooi waaraan tachtig schakers deelnamen. In de jaren zestig liep de interesse voor het schaken terug. In de jaren zeventig gaf Theo van Philips schaaklessen aan de jeugd via de televisie. Eerder had hij Suriname in Nederland vertegenwoordigd tijdens internationale wedstrijden. Ook richtte hij de jeugdvereniging Het Jonge Paard op. Een van de talenten die hij toen les gaf, was Gillmore Hoefdraad, de latere centralebankdirecteur en minister van Financiën. Op 22 augustus 1979 werd het eerste schaakblad van Suriname uitgebracht met de naam Secondant.

### Jaren '80: opkomst van de jeugd

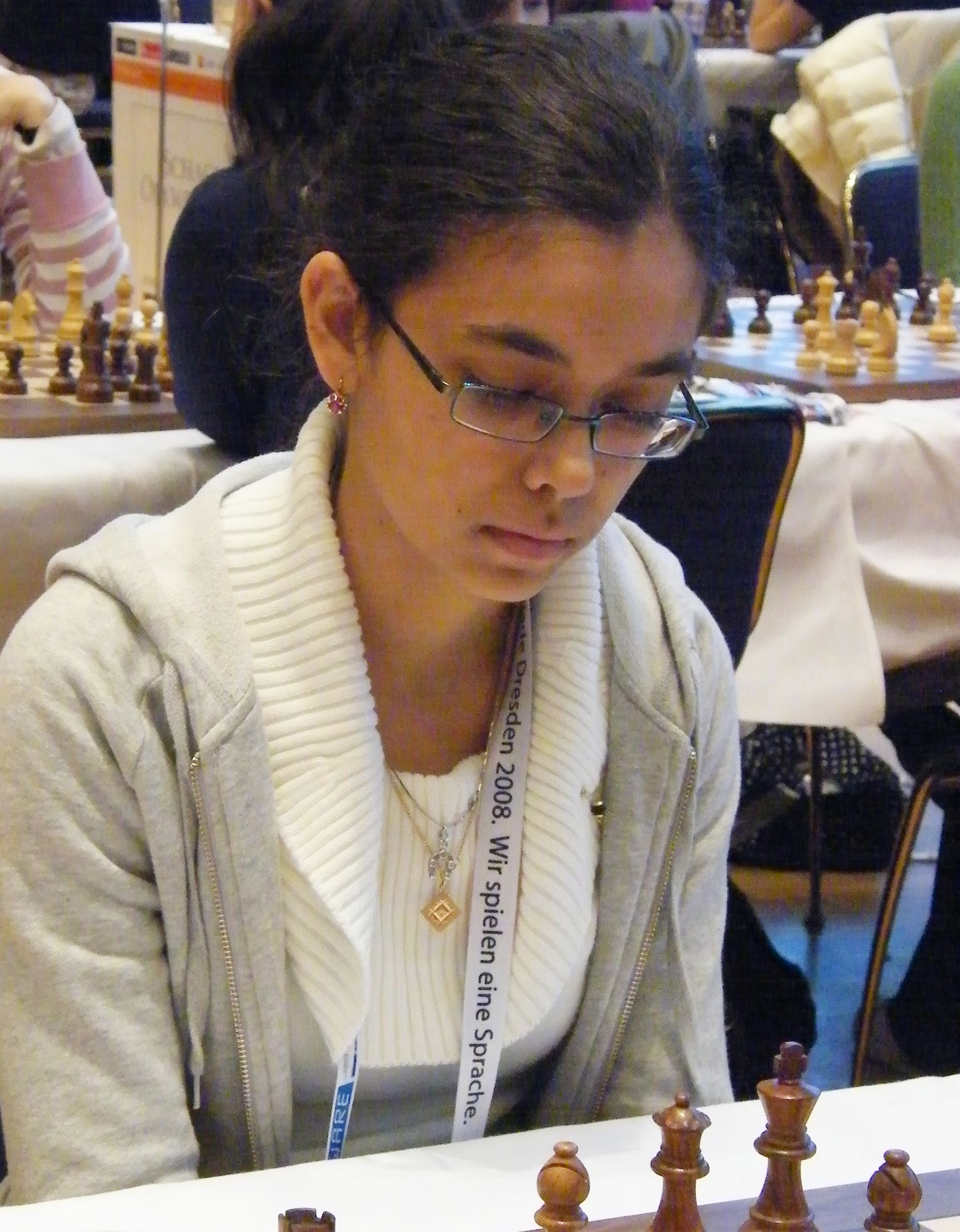
Victoria Naipal, zesvoudig titelwinnaar van 2004 tot 2010

In 1981 kwamen jeugdige spelers op. Een voorbeeld is de 17-jarige Jerome Lindeboom die dat jaar het Surinaamse Schaakkampioenschap wist te winnen. Een ander voorbeeld is de 11-jarige Kiem Thin Tjong Tjin Joe die dankzij zijn talent mee mocht doen aan het NEN-toernooi. Vanaf zijn 14e schreef hij de landstitel twee achtereenvolgende jaren op zijn naam.
In 1986 kwam er een splitsing in de Surinaamse sportwereld, toen Paul Victoriashoop het voorzitterschap van Jerry Tjong Tjin Joe niet langer accepteerde. Het conflict werd zonder resultaat uitgevochten voor de rechter.
Sinds 1989 wordt het Surinaamse Schaakkampioenschap ook onder vrouwen gehouden. Aruna Jarbandhan werd in dat jaar de eerste vrouw die het kampioenschap wist te winnen. Victoria Naipal en Rosangela dos Ramos wonnen het toernooi elk zes maal. Bij de mannen domineerde Roger Matoewi in de jaren 2000 en 2010 door de titel veertien maal op zijn naam te schrijven.

### 21e eeuw
Tijdens de coronacrisis in Suriname (2020) werden de schaakwedstrijden in Suriname verplaatst naar het internet. De eerste wedstrijd die op deze manier gehouden werd, was de Arena Battle. Deze 5-daagse wedstrijd werd gewonnen door Pratul Panchoe. In 2023 gaf de Britse schaakmeester Nigel Short enkele schaakclinics in Suriname.